# Maladie réputée contagieuse
Les maladies réputées contagieuses (ou maladies transmissibles, humaines et/ou animales (zoonoses)) forment une liste dans la plupart des pays, et dans le monde sous l'égide de l'OMS et de la FAO et de l'OIE, qui est définie et mise à jour par la loi.
Ces maladies sont souvent à « déclaration obligatoire » par les médecins et/ou vétérinaires.
Le classement d'une maladie animale dans cette liste se fonde sur leurs impacts réels ou potentiels sur la santé publique, l'économie de l'élevage ou le commerce international et sur la nécessité de leur déclaration pour leur suivi épidémiologique et les mesures de lutte.